# Kotarszyn
Kotarszyn – wieś w Polsce, położona w województwie świętokrzyskim, w powiecie ostrowieckim, w gminie Waśniów.
| SIMC    | Nazwa               | Rodzaj     |
| ------- | ------------------- | ---------- |
| 0276015 | Jabłonka            | część wsi  |
| 0276021 | Kotarszyn-Kolonia   | część wsi  |
| 0276038 | Struga              | przysiółek |
| 0276044 | Zagaje Boleszyńskie | przysiółek |

Był wsią klasztoru norbertanek buskich w województwie sandomierskim w ostatniej ćwierci XVI wieku. W latach 1975–1998 miejscowość administracyjnie należała do województwa kieleckiego.
22 sierpnia 1347 r. król Kazimierz Wielki zezwolił klasztorowi norbertanek w Busku na przeniesienie wsi Kotarszyn, Nosów i Piotrów z prawa polskiego na prawo średzkie.
Na początku stycznia 2009 r. przy budowie lokalnej sieci wodociągowej, podczas prowadzonych tu prac ziemnych, asystujący robotom archeolodzy natrafili na pozostałości budowli mieszkalnej i ceramikę z epoki neolitycznej. Odkryty fragment chaty z glinianą polepą oraz skorupy naczyń należą do kultury amfor kulistych. Archeolodzy z Muzeum Historyczno-Archeologicznego w Ostrowcu Świętokrzyskim ocenili wstępnie wiek znaleziska na około 4,5 tys. lat.